# الیکایی زمستانی
الیکایی زمستانی (نام علمی: Troglodytes hiemalis) نام یک گونه از سرده الیکایی‌های غارنشین است.